# Barão de Oliveira Lima
Barão de Oliveira Lima é um título nobiliárquico criado por D. Luís I de Portugal, por Decreto de 10 de Outubro de 1883, em favor de Maria Helena de Albuquerque, no estado de viúva de seu terceiro marido, o Conselheiro Manuel Jorge de Oliveira Lima.
Titulares
1. Maria Helena de Albuquerque, 1.ª Baronesa de Oliveira Lima.

Após a Implantação da República Portuguesa, e o fim do sistema nobiliárquico, usaram o título: 
1. João Maria Barreto Ferreira do Amaral, 2.º Barão de Oliveira Lima;
2. Augusto Martins Ferreira do Amaral, 3.º Barão de Oliveira Lima.